# Fizeau-kísérlet

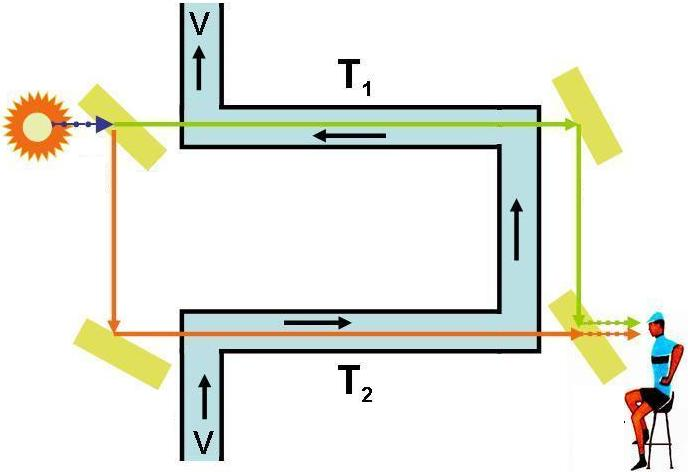
A Fizeau-kísérlet elvi vázlata

A Fizeau-kísérlet Hippolyte Fizeau és Léon Foucault 1851-ben elvégzett kísérlete annak megállapítására, hogy milyen sebességgel terjed a fény áramló folyadékban (vízben). Ehhez nem választhatták a sebességek közvetlen mérését, mert a víz elérhető legnagyobb áramlási sebessége is csak egészen csekély töredéke lehetett volna a fénysebességnek, és ezért a sebességek különbségét a mérési hiba teljesen elfedte volna. Ezért a sebességkülönbségek mérésére interferométeres eljárást dolgoztak ki.
A higanylámpából jövő, monokromatikus fénysugarat félig áteresztő tükörrel két nyalábra osztották. A két azonos intenzitású, szinkronban rezgő nyalábot további tükrök közbeiktatásával vízzel töltött, párhuzamos csöveken vezették át úgy, hogy a fény az egyik csőben az áramlás irányával egyező, a másikban azzal ellentétes irányban haladt. Gondoskodtak arról, hogy a két nyaláb úthossza a vízben és a levegőben is azonos legyen, amikor újraegyesítik őket. A két fénynyaláb optikai útkülönbségét az egyesített sugár interferenciaképéből határozták meg, és megállapították, hogy a fény az áramlás irányában gyorsabban terjed, de a sebességek különbsége nem egyszerűen az áramlási sebességek különbsége; azt a „magával ragadási állandónak” is nevezett Fresnel-állandóval módosítani kell.
Ez az eredmény látszólag erősen alátámasztotta Augustin-Jean Fresnelnek azt az elképzelését, hogy a fény egy egyébként észlelhetetlen, de a fény szempontjából szilárd és tökéletesen átlátszó közegben, az úgynevezett éterben terjed. A sebességek összeadódásának helyes magyarázatát jóval később Max von Laue adta meg a speciális relativitáselmélet alapján.
A kísérlet fontos szerepet játszott a fényelméletek fejlődésében; a berendezés továbbfejlesztett változata a Michelson-interferométer.